# Journalism++
Journalism++ (J++) er et netværk af private servicevirksomheder, der specialiserer sig i datajournalistik. Grundlagt i 2011, har det afdelinger i Paris, Berlin, Stockholm, Porto, Amsterdam og Köln.

## Historie
Journalism++ blev grundlagt i 2011 af Nicolas Kayser-Bril, Anne Lise Bouyer og Pierre Romera, tre tidligere medarbejdere hos OWNI (fr), en Paris-baseret nyhedshjemmeside, der var banebrydende inden for datajournalistik i Frankrig.